# براكنيل
براكنيل هي بلدة وأبرشية مدنية في باركشير، إنجلترا، وهي تقع في أقصى غرب لندن الكبرى، وتمثل مركز إدارة براكنيل فوريست. تقع على بعد 11 ميل (18 كم) إلى الشرق من ريدينغ و 9 أميال (14 كم) جنوب ميدينهيد و 10 أميال (16 كم) جنوب غرب وندسور و 34 ميلاً (55 كم) غرب وسط لندن.

## أعلام
- جايسون غريفيثز
- كاميلا لودينجتون
- روبرت باريس
- جاك كوبر
- جاك ستايسي
- آرشي ماكلارين
- تريفور سميث